# Parasarcophaga vietnamica
Parasarcophaga vietnamica är en tvåvingeart som beskrevs av Yu. G. Verves 1980. Parasarcophaga vietnamica ingår i släktet Parasarcophaga och familjen köttflugor.
Artens utbredningsområde är Vietnam. Inga underarter finns listade i Catalogue of Life.